# 島之内寄席

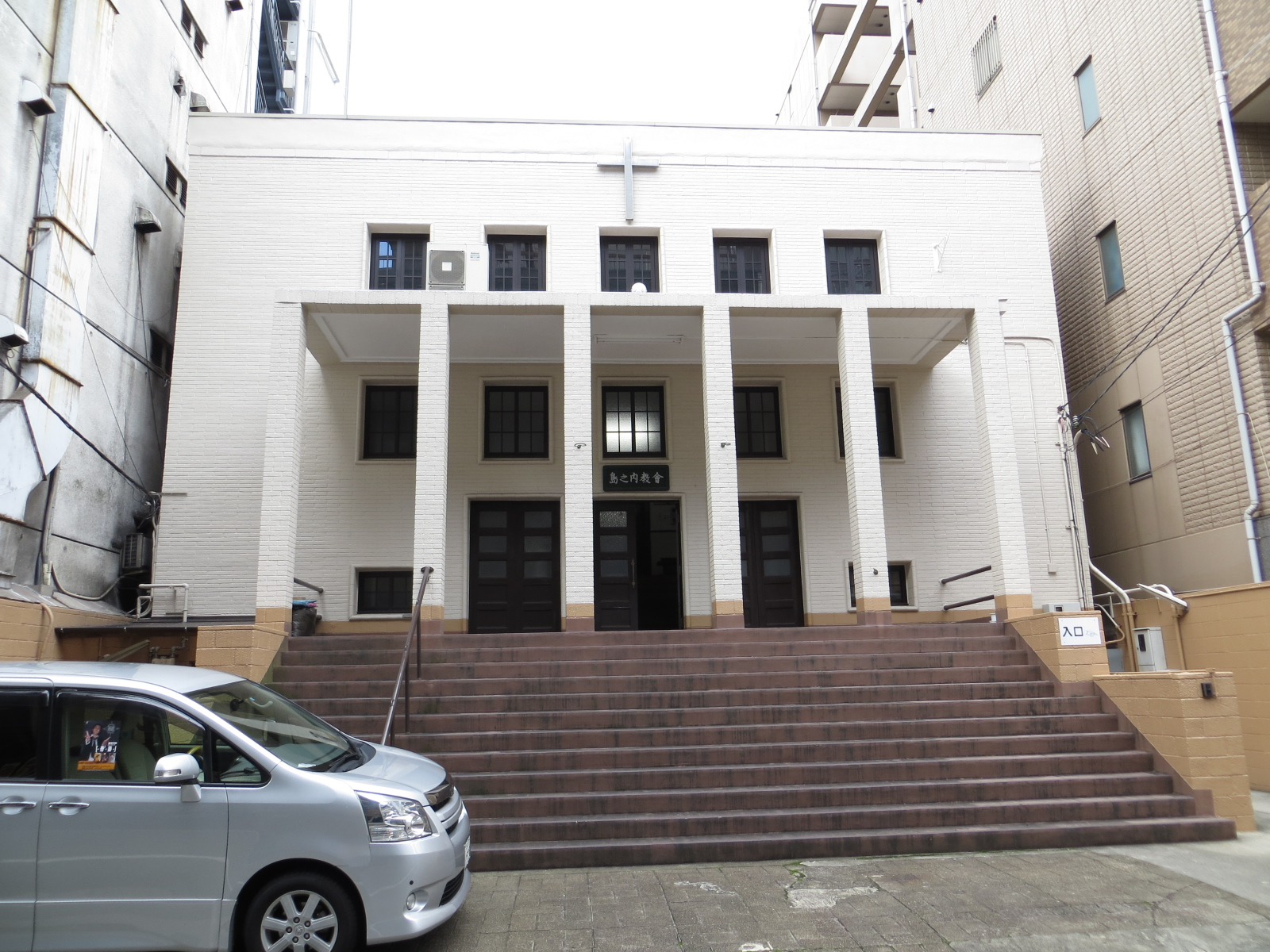
島之内教会

島之内寄席（しまのうちよせ）は、上方落語協会主催で1972年2月21日から2020年2月まで続いた、上方落語の定席寄席・落語興行。

## 概要
1972年2月21日に上方落語協会会長であった6代目笑福亭松鶴発案の元に南区千年町（現・中央区東心斎橋）の日本基督教団島之内教会内に開場させる。すでに同教会で小劇場の上演を開催していた牧師の西原明の協力により実現したものであった。教会での寄席の開催は1974年2月まで実施された。第1回の直前に松鶴に入門し、最初から手伝いをした笑福亭鶴瓶は、「ぼくら、当時の若手はあそこで育ったンです。若い子が皆、<島之内寄席>へ行くのが『楽しみや!』って言いましたもン」と回想している。所属事務所に関係なく噺家が集まれたことで、明石家さんまともそこで知り合うことができたという。
その後1974年4月に心斎橋ブラザーミシンビル、12月には船場センタービル地下のボウリング場、1975年にはダイエー京橋店で「島之内京橋ダイエー亭」と題して続くも月3日興行に縮小、1984年4月に南区畳屋町にある料亭「暫」に移るも1987年にビル改装のため閉鎖、1987年に心斎橋のCBカレッジへ移り月1回に縮小、1993年に天王寺の一心寺シアター、1996年のワッハ上方開館に伴いレッスンルームへ移転。2005年にワッハホールへと会場を移し、ワッハホールの閉館に伴い、2011年に千日前のTORII HALLに移転し、月1日興行で継続した。その後、2016年4月から大阪市立中央会館での開催を経て、2018年10月からは上本町六丁目の錢屋ホールでの開催となっている。2020年は新型コロナウイルスの感染拡大により、3月から12月まで休席となり、その後も復活していない。
一方、本公演の原点となった島之内教会では、桂吉弥が2015年から毎年12月に「桂吉弥のお仕事です。Special」と題した落語会を開催している。

## 第1回目の演者と演目
- 桂べかこ（現・3代目桂南光）「東の旅」
- 桂文珍「米揚げ笊」
- 笑福亭呂鶴「牛ほめ」
- 桂きん枝（現・4代桂小文枝）「親子酒」
- 桂朝太郎「テレビ」
- 4代目林家小染「鹿政談」
- 初代森乃福郎「犬の目」
- 口上
- 2代目桂春蝶「親子茶屋」
- 桂三枝（現・6代桂文枝）「羽織」
- 3代目桂米朝「軒付け」